# 希利奇奇
52°9′14″N 33°28′24″E / 52.15389°N 33.47333°E
希利奇奇（烏克蘭語：Хильчичі）是位於烏克蘭東北部的村莊，由蘇梅州紹斯特卡區的茲諾布-諾夫霍羅茨凱市鎮負責管轄。該村處於比奇哈河右岸，分別距離塔博里謝0.5公里和斯維加河2公里，海拔高度134米，2001年人口323。